# Marco Di Vaio
Marco Di Vaio (Roma, 15 luglio 1976) è un dirigente sportivo ed ex calciatore italiano, di ruolo attaccante, direttore sportivo del Bologna.
Cresciuto nelle giovanili della Lazio, squadra con cui ha esordito in Serie A, in carriera ha giocato con Verona, Bari, Salernitana, Parma, Juventus, Valencia, Monaco, Genoa, Bologna e Montréal Impact.
Con 142 reti segnate è, insieme a Christian Vieri, Benito Lorenzi e Paolo Pulici, il 31º giocatore più prolifico della storia della Serie A.

## Caratteristiche tecniche
Era un attaccante rapido, dotato di un'ottima tecnica individuale e uno spiccato senso del gol. Capace di calciare con entrambi i piedi, i suoi tiri potevano essere potenti e precisi, consentendogli di segnare numerosi gol da fuori area. Spesso schierato come prima punta, poteva giocare anche come seconda punta e durante la sua militanza al Genoa è stato schierato anche come esterno d'attacco.

## Carriera

### Giocatore

#### Club

##### Lazio
Cresce nelle giovanili della Lazio nei primi anni '90. Successivamente, l'allora allenatore biancoceleste Dino Zoff decide di aggregarlo alla prima squadra per la stagione 1993-1994, all'età di 17 anni, schierandolo in due partite ufficiali. L'esordio avviene il 29 settembre 1993 in Coppa UEFA nella trasferta vinta dalla squadra capitolina contro il PFC Lokomotiv Plovdiv per 0-2. La seconda presenza stagionale avviene nel secondo turno di Coppa Italia nella gara di andata persa all'Olimpico per 0-2 contro l'Avellino. In campionato Di Vaio non riesce a trovare spazio tra i più esperti compagni del reparto d'attacco Giuseppe Signori, Alen Bokšić e Pierluigi Casiraghi.

Alessandro Nesta, l'allenatore Domenico Caso e Di Vaio durante un allenamento delle giovanili della Lazio, nella prima metà degli anni 1990.

La stagione seguente Zdeněk Zeman, che nell'estate 1994 viene chiamato a sostituire Zoff (divenuto presidente della Lazio), lo schiera in 13 occasioni. La prima gara dall'attaccante come titolare è Modena-Lazio (1-4) nel turno di ritorno di Coppa Italia, dopo che la gara di andata era stata vinta dalla Lazio per 5-0. In campionato totalizza 3 reti in 8 gare: l'esordio avviene il 20 novembre 1994 in Lazio-Padova (5-1) sostituendo Casiraghi nel secondo tempo e mettendo a segno la rete del parziale 4-1. Le altre due reti segnate in campionato sono realizzate in Lazio-Fiorentina (8-2) e Lazio-Genoa (4-0). Nella stessa stagione segna anche la sua prima rete in Coppa UEFA contro i turchi del Trabzonspor.

##### Prestiti e passaggio alla Salernitana

Di Vaio alla Salernitana nel vittorioso campionato di Serie B 1997-1998, in cui conquistò anche il titolo di capocannoniere.

Nel novembre 1995 la Lazio lo cede in prestito dapprima al Verona e poi al Bari la stagione successiva. Nel 1997 la società biancoceleste decide di trasferirlo a titolo definitivo per 5 miliardi di lire in Serie B (record storico per la categoria) alla Salernitana, che guida alla sua seconda promozione in Serie A nella stagione 1997-1998 vincendo il titolo di capocannoniere del campionato con 21 gol.

##### Parma e Juventus
Nella stagione seguente la Salernitana retrocede e Di Vaio segna 12 gol, diventando il miglior marcatore in Serie A della storia del club granata. Il calciatore viene quindi acquistato dal Parma e resta così in Serie A. Nella stagione 2001-2002 vince la Coppa Italia e si classifica quarto nella classifica dei cannonieri di Serie A segnando 20 gol.
Poco prima dell'inizio del successivo campionato, nell'agosto 2002, viene acquistato dalla Juventus per 7 milioni di euro (oltre a un'opzione pari a 14 milioni in tre rate annuali), proprio pochi giorni dopo aver giocato e segnato contro quest'ultima nella finale di Supercoppa italiana.

Di Vaio esulta dopo un gol per la Juventus nel 2002

Con i bianconeri si laurea campione d'Italia vincendo lo scudetto 2002-2003 e conquista la sua seconda Supercoppa italiana.

##### Valencia, Monaco e Genoa
Nell'estate 2004 venne ceduto in Spagna al Valencia per oltre 11 milioni di euro. Qui disputa un'annata segnando 11 gol e vincendo la Supercoppa europea, nella quale mette a segno un gol nella finale contro il Porto.
Nel dicembre 2005 viene ceduto in prestito al Monaco, segnando 5 gol in 15 partite di campionato francese. Comincia anche la stagione successiva 2006-2007 al Monaco, e nel gennaio 2007 viene acquistato dal Genoa, in Serie B. Con i rossoblù, grazie anche ai suoi 9 gol in 21 partite, il 10 giugno 2007 raggiunge con i liguri la promozione in Serie A grazie al piazzamento al terzo posto. Nella stagione successiva il suo minutaggio diminuisce e viene utilizzato generalmente partendo dalla panchina. A fine campionato realizza 3 reti in 22 partite disputate.

##### Bologna
Nell'agosto del 2008 il Genoa lo cede in prestito al Bologna, dove è subito decisivo segnando la rete che permette di battere il Vicenza in Coppa Italia. Va in gol anche alla prima giornata di campionato, contribuendo al successo (per 2-1) in casa del Milan. Il 17 maggio 2009 realizza la centesima rete in A, in occasione del 2-1 contro il Lecce. In questo torneo segna 24 reti, come Diego Milito: soltanto Zlatan Ibrahimović, con 25 centri, riesce a far meglio. A campionato concluso, la società felsinea rende definitivo il suo ingaggio. Nominato capitano, è determinante per la salvezza anche nel 2009-10.

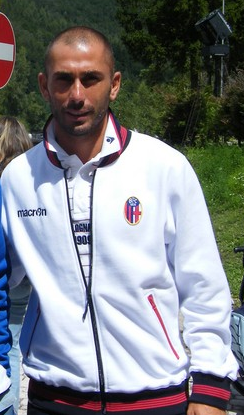
Di Vaio nel 2011 al Bologna

Il 14 novembre 2010, segnando il gol della vittoria sul Brescia, eguaglia un elemento simbolo della squadra bolognese, Giacomo Bulgarelli, in fatto di reti segnate in rossoblu (43). Il 26 febbraio 2011, con una doppietta, permette al Bologna di espugnare il campo della Juventus, cosa che non avveniva dal 1980: con quei gol supera Rivera ed aggancia Bettega nella classifica all-time dei cannonieri in Serie A (con 130 realizzazioni). Il 6 marzo, a Cagliari, raggiunge le 100 presenze in rossoblu: viene quindi premiato con una targa commemorativa da Gianni Morandi, presidente onorario del club, e insignito, da parte della città, del Nettuno d'oro. Il giocatore restituirà il premio a seguito del coinvolgimento in uno scandalo di pass per disabili, ma dopo che la sua posizione viene archiviata l'onorificenza gli è nuovamente riconosciuta. Gli unici altri sportivi a ricevere il premio erano stati Bulgarelli, Pierluigi Collina e Alberto Tomba.
Nella stagione 2011-12 contribuisce al nono posto con 10 reti, tra cui la doppietta in casa dell'Inter (sconfitta per 3-0). Successivamente annuncia il suo addio ai felsinei: l'ultima presenza nel campionato italiano è quella del 13 maggio 2012, contro il Parma.

##### Montréal Impact
Il 24 maggio 2012 viene ufficializzato il suo passaggio al Montréal Impact, squadra militante nella MLS. Nel nuovo club incontra i connazionali Matteo Ferrari e Bernardo Corradi, a cui presto si aggiunge anche Alessandro Nesta, già suo compagno di squadra ai tempi delle giovanili della Lazio. Al primo anno segna 5 gol in 17 partite di campionato. Con 2 reti in 3 presenze contribuisce a portare il Montréal Impact alla vittoria del Canadian Championship 2013. Nel 2013 complessivamente gioca 40 partite e segna 22 gol campionato, coppa e Champions.

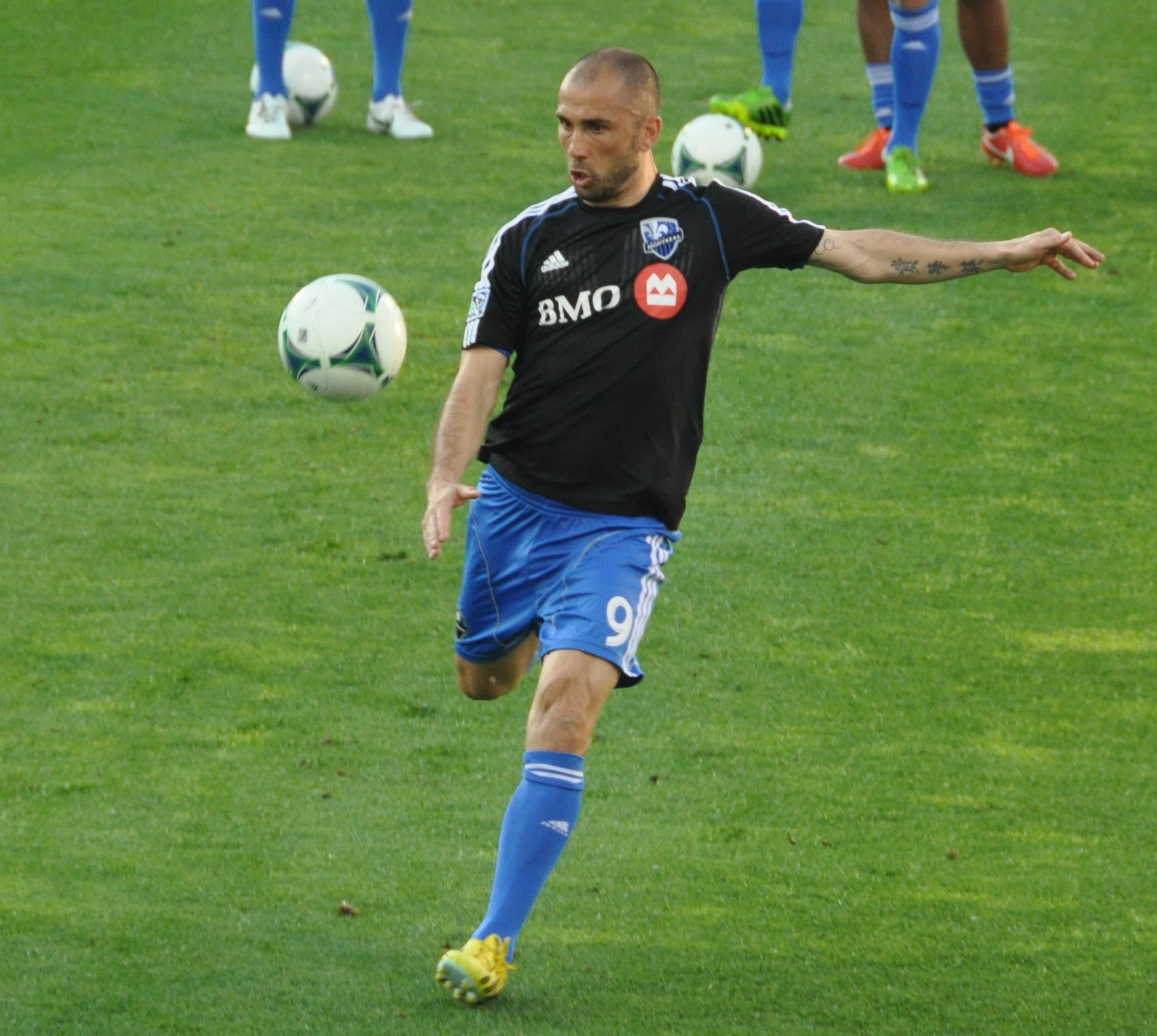
Di Vaio nel 2013, in allenamento con il Montréal Impact.

Il 3 ottobre 2014 Di Vaio annuncia il suo ritiro tramite la propria pagina Facebook, ringraziando la famiglia, i club e gli allenatori per i quali ha giocato e i propri tifosi.
L'addio al calcio avviene il 25 ottobre, data dell'ultima partita di campionato, in cui Di Vaio realizza un gol nell'1-1 contro il DC United. In questa stagione ha giocato 27 partite e segnato 12 gol. Complessivamente nei suoi due anni e mezzo al Montréal ha giocato 84 partite e segnato 39 gol.
In totale in carriera con i club ha giocato 697 partite e segnato 268 gol.

#### Nazionale
Il 5 settembre 2001 esordì in Nazionale, nell'amichevole vinta contro il Marocco (1-0). Realizzò le due reti in azzurro nel 2003, contro l'Azerbaigian e la Romania. Il CT Giovanni Trapattoni lo chiamò per l'Europeo 2004, nel quale ottenne una presenza.
In seguito all'arrivo di Lippi sulla panchina azzurra, ha disputato soltanto due gare prima di essere escluso dal giro della Nazionale.

### Dirigente
Il 21 gennaio 2015 il Bologna, nel frattempo retrocesso in Serie B e con una nuova proprietà nordamericana (la stessa che guida il Montréal), lo nomina club manager con la responsabilità, sotto la supervisione del nuovo direttore dell'area tecnica Pantaleo Corvino, delle attività relative alla gestione della prima squadra. Inoltre, in coordinamento con le aree preposte, parteciperà alle iniziative di comunicazione organizzate dal club.
Il 30 novembre 2015 consegue il diploma da direttore sportivo discutendo una tesi sul ruolo del club manager.
Il 14 giugno 2022 viene annunciato come nuovo direttore sportivo del Bologna andando a collaborare con il nuovo responsabile dell’area tecnica Giovanni Sartori.

## Calcioscommesse
Implicato nell'inchiesta del calcioscommesse come giocatore del Bologna, il 26 luglio 2012 viene deferito dal procuratore federale Stefano Palazzi per omessa denuncia in riferimento a Bologna-Bari del 2010-2011. Il 3 agosto Palazzi richiede un anno di squalifica  ma il 10 agosto la Commissione Disciplinare della Federcalcio lo assolve perché il pentito che lo aveva accusato, Andrea Masiello, non è stato ritenuto credibile. Il 13 agosto Palazzi ricorre contro la sua assoluzione, ma il 22 agosto è nuovamente prosciolto.

## Statistiche
Tra club, nazionale maggiore e nazionali giovanili, Di Vaio ha giocato 720 partite segnando 272 reti, alla media di 0,38 gol a partita.

### Presenze e reti nei club
Statistiche aggiornate al 31 dicembre 2014.
| Stagione               | Squadra                | Campionato             | Campionato | Campionato | Coppe nazionali | Coppe nazionali | Coppe nazionali | Coppe continentali | Coppe continentali | Coppe continentali | Altre coppe | Altre coppe | Altre coppe | Totale | Totale |
| Stagione               | Squadra                | Comp                   | Pres       | Reti       | Comp            | Pres            | Reti            | Comp               | Pres               | Reti               | Comp        | Pres        | Reti        | Pres   | Reti   |
| ---------------------- | ---------------------- | ---------------------- | ---------- | ---------- | --------------- | --------------- | --------------- | ------------------ | ------------------ | ------------------ | ----------- | ----------- | ----------- | ------ | ------ |
| 1993-1994              | Lazio                  | A                      | 0          | 0          | CI              | 1               | 0               | CU                 | 1                  | 0                  | -           | -           | -           | 2      | 0      |
| 1994-1995              | Lazio                  | A                      | 8          | 3          | CI              | 4               | 0               | CU                 | 1                  | 1                  | -           | -           | -           | 13     | 4      |
| ago.-nov. 1995         | Lazio                  | A                      | 0          | 0          | CI              | 1               | 1               | CU                 | 2                  | 1                  | -           | -           | -           | 3      | 2      |
| Totale Lazio           | Totale Lazio           | Totale Lazio           | 8          | 3          |                 | 6               | 1               |                    | 4                  | 2                  |             | -           | -           | 18     | 6      |
| 1995-1996              | Verona                 | B                      | 7          | 1          | CI              | -               | -               | -                  | -                  | -                  | -           | -           | -           | 7      | 1      |
| 1996-1997              | Bari                   | B                      | 27         | 3          | CI              | 1               | 0               | -                  | -                  | -                  | -           | -           | -           | 28     | 3      |
| 1997-1998              | Salernitana            | B                      | 36         | 21         | CI              | 2               | 0               | -                  | -                  | -                  | -           | -           | -           | 38     | 21     |
| 1998-1999              | Salernitana            | A                      | 31         | 12         | CI              | 1               | 0               | -                  | -                  | -                  | -           | -           | -           | 32     | 12     |
| Totale Salernitana     | Totale Salernitana     | Totale Salernitana     | 67         | 33         |                 | 3               | 0               |                    | -                  | -                  |             | -           | -           | 70     | 33     |
| 1999-2000              | Parma                  | A                      | 23+1       | 6          | CI              | 2               | 0               | CU                 | 10                 | 7                  | SI          | 1           | 0           | 37     | 13     |
| 2000-2001              | Parma                  | A                      | 27         | 15         | CI              | 7               | 3               | CU                 | 5                  | 2                  | -           | -           | -           | 39     | 20     |
| 2001-2002              | Parma                  | A                      | 33         | 20         | CI              | 6               | 1               | UCL+CU             | 2+8                | 0+2                | -           | -           | -           | 49     | 23     |
| ago. 2002              | Parma                  | A                      | -          | -          | CI              | 0               | 0               | -                  | -                  | -                  | SI          | 1           | 1           | 1      | 1      |
| Totale Parma           | Totale Parma           | Totale Parma           | 83+1       | 41         |                 | 15              | 4               |                    | 25                 | 11                 |             | 2           | 1           | 126    | 57     |
| 2002-2003              | Juventus               | A                      | 26         | 7          | CI              | 3               | 0               | UCL                | 11                 | 4                  | -           | -           | -           | 40     | 11     |
| 2003-2004              | Juventus               | A                      | 29         | 11         | CI              | 7               | 3               | UCL                | 7                  | 3                  | SI          | 1           | 0           | 44     | 17     |
| Totale Juventus        | Totale Juventus        | Totale Juventus        | 55         | 18         |                 | 10              | 3               |                    | 18                 | 7                  |             | 1           | 0           | 84     | 28     |
| 2004-2005              | Valencia               | PD                     | 30         | 11         | CR              | 1               | 0               | UCL+CU             | 6+2                | 3                  | SU+SS       | 1+1         | 1+0         | 41     | 15     |
| 2005-gen. 2006         | Valencia               | PD                     | 5          | 0          | CR              | 0               | 0               | Int                | 6                  | 0                  | -           | -           | -           | 11     | 0      |
| Totale Valencia        | Totale Valencia        | Totale Valencia        | 35         | 11         |                 | 1               | 0               |                    | 14                 | 3                  |             | 2           | 1           | 52     | 15     |
| gen.-giu. 2006         | Monaco                 | L1                     | 15         | 5          | CF+CdL          | 3+2             | 0+0             | UCL+CU             | 0+0                | 0+0                | -           | -           | -           | 18     | 5      |
| 2006-gen. 2007         | Monaco                 | L1                     | 14         | 3          | CF+CdL          | 3+2             | 0+0             | -                  | -                  | -                  | -           | -           | -           | 17     | 3      |
| Totale Monaco          | Totale Monaco          | Totale Monaco          | 29         | 8          |                 | 10              | 0               |                    | -                  | -                  |             | -           | -           | 35     | 8      |
| gen.-giu. 2007         | Genoa                  | B                      | 22         | 9          | CI              | -               | -               | -                  | -                  | -                  | -           | -           | -           | 22     | 9      |
| 2007-2008              | Genoa                  | A                      | 22         | 3          | CI              | 2               | 1               | -                  | -                  | -                  | -           | -           | -           | 24     | 4      |
| Totale Genoa           | Totale Genoa           | Totale Genoa           | 44         | 12         |                 | 2               | 1               |                    | -                  | -                  |             | -           | -           | 46     | 13     |
| 2008-2009              | Bologna                | A                      | 38         | 24         | CI              | 2               | 1               | -                  | -                  | -                  | -           | -           | -           | 40     | 25     |
| 2009-2010              | Bologna                | A                      | 30         | 12         | CI              | 1               | 0               | -                  | -                  | -                  | -           | -           | -           | 31     | 12     |
| 2010-2011              | Bologna                | A                      | 38         | 19         | CI              | 1               | 0               | -                  | -                  | -                  | -           | -           | -           | 39     | 19     |
| 2011-2012              | Bologna                | A                      | 37         | 10         | CI              | 1               | 0               | -                  | -                  | -                  | -           | -           | -           | 38     | 10     |
| Totale Bologna         | Totale Bologna         | Totale Bologna         | 143        | 65         |                 | 5               | 1               |                    | -                  | -                  |             | -           | -           | 148    | 66     |
| 2012                   | Montréal Impact        | MLS                    | 17         | 5          | CC              | -               | -               | -                  | -                  | -                  | -           | -           | -           | 17     | 5      |
| 2013                   | Montréal Impact        | MLS                    | 33+1       | 20         | CC              | 3               | 2               | CCL                | 3                  | 0                  | -           | -           | -           | 40     | 22     |
| 2014                   | Montréal Impact        | MLS                    | 26         | 9          | CC              | 2               | 0               | CCL                | 3                  | 4                  | -           | -           | -           | 31     | 13     |
| Totale Montréal Impact | Totale Montréal Impact | Totale Montréal Impact | 76+1       | 34         |                 | 5               | 2               |                    | 6                  | 4                  |             | -           | -           | 88     | 40     |
| Totale carriera        | Totale carriera        | Totale carriera        | 574+2      | 229        |                 | 58              | 12              |                    | 67                 | 27                 |             | 5           | 2           | 706    | 270    |

### Cronologia presenze e reti in nazionale
| Cronologia completa delle presenze e delle reti in nazionale ― Italia | Cronologia completa delle presenze e delle reti in nazionale ― Italia | Cronologia completa delle presenze e delle reti in nazionale ― Italia | Cronologia completa delle presenze e delle reti in nazionale ― Italia | Cronologia completa delle presenze e delle reti in nazionale ― Italia | Cronologia completa delle presenze e delle reti in nazionale ― Italia | Cronologia completa delle presenze e delle reti in nazionale ― Italia | Cronologia completa delle presenze e delle reti in nazionale ― Italia |
| Data                                                                  | Città                                                                 | In casa                                                               | Risultato                                                             | Ospiti                                                                | Competizione                                                          | Reti                                                                  | Note                                                                  |
| --------------------------------------------------------------------- | --------------------------------------------------------------------- | --------------------------------------------------------------------- | --------------------------------------------------------------------- | --------------------------------------------------------------------- | --------------------------------------------------------------------- | --------------------------------------------------------------------- | --------------------------------------------------------------------- |
| 5-9-2001                                                              | Piacenza                                                              | Italia                                                                | 1 – 0                                                                 | Marocco                                                               | Amichevole                                                            | -                                                                     | 85’                                                                   |
| 13-2-2002                                                             | Catania                                                               | Italia                                                                | 1 – 0                                                                 | Stati Uniti                                                           | Amichevole                                                            | -                                                                     | 46’                                                                   |
| 17-4-2002                                                             | Milano                                                                | Italia                                                                | 1 – 1                                                                 | Uruguay                                                               | Amichevole                                                            | -                                                                     | 46’                                                                   |
| 21-8-2002                                                             | Trieste                                                               | Italia                                                                | 0 – 1                                                                 | Slovenia                                                              | Amichevole                                                            | -                                                                     | 46’                                                                   |
| 20-11-2002                                                            | Pescara                                                               | Italia                                                                | 1 – 1                                                                 | Turchia                                                               | Amichevole                                                            | -                                                                     | 65’                                                                   |
| 30-4-2003                                                             | Ginevra                                                               | Svizzera                                                              | 1 – 2                                                                 | Italia                                                                | Amichevole                                                            | -                                                                     | 83’                                                                   |
| 3-6-2003                                                              | Campobasso                                                            | Italia                                                                | 2 – 0                                                                 | Irlanda del Nord                                                      | Amichevole                                                            | -                                                                     | 69’                                                                   |
| 11-10-2003                                                            | Reggio Calabria                                                       | Italia                                                                | 4 – 0                                                                 | Azerbaigian                                                           | Qual. Euro 2004                                                       | 1                                                                     | 55’                                                                   |
| 12-11-2003                                                            | Varsavia                                                              | Polonia                                                               | 3 – 1                                                                 | Italia                                                                | Amichevole                                                            | -                                                                     | 62’                                                                   |
| 16-11-2003                                                            | Ancona                                                                | Italia                                                                | 1 – 0                                                                 | Romania                                                               | Amichevole                                                            | 1                                                                     | 46’                                                                   |
| 28-4-2004                                                             | Genova                                                                | Italia                                                                | 1 – 1                                                                 | Spagna                                                                | Amichevole                                                            | -                                                                     | 66’                                                                   |
| 22-6-2004                                                             | Guimarães                                                             | Italia                                                                | 2 – 1                                                                 | Bulgaria                                                              | Euro 2004 - 1º turno                                                  | -                                                                     | 83’                                                                   |
| 18-8-2004                                                             | Reykjavík                                                             | Islanda                                                               | 2 – 0                                                                 | Italia                                                                | Amichevole                                                            | -                                                                     | 46’                                                                   |
| 9-10-2004                                                             | Celje                                                                 | Slovenia                                                              | 1 – 0                                                                 | Italia                                                                | Qual. Mondiali 2006                                                   | -                                                                     | 83’                                                                   |
| Totale                                                                |                                                                       | Presenze                                                              | 14                                                                    |                                                                       | Reti                                                                  | 2                                                                     |                                                                       |

## Palmarès

### Club

#### Competizioni giovanili
- Campionato Primavera: 1

Lazio: 1994-1995

#### Competizioni nazionali
- Campionato italiano di Serie B: 1

Salernitana: 1997-1998
- Supercoppa italiana: 2

Parma: 1999
Juventus: 2003
- Coppa Italia: 1

Parma: 2001-2002
- Campionato italiano: 1

Juventus: 2002-2003
- Canadian Championship: 2

Montréal Impact: 2013, 2014

#### Competizioni internazionali
- Supercoppa UEFA: 1

Valencia: 2004

### Individuale
- Capocannoniere della Serie B: 1

1997-1998 (21 gol)
- MLS Best XI: 1

2013